# 郭京
郭京（?—1127年），北宋末年軍人、道士，是靖康之难時導致首都开封被金人輕易攻破的禍首之一。

## 生平
1126年冬，金国第二次伐宋。宋朝因为投降，派唐恪和耿南仲專門事務議和，命令各地宋军不得妄動，希望这种討好金軍的举动能够停止战爭。等到完颜宗望和完颜宗翰率东西两路金軍围开封城，四方宋兵除了張叔夜的一支勤王部隊經過艱苦戰鬥進入開封城外，其他部隊無一到達，而开封城城中只有70,000人。
郭京本來是禁軍中的一名老兵，業餘則是一名道士，自言善于“使神役鬼”，有“移山倒海”、“撒豆成兵”、“隐形潜身”之能力，王宗濋把他推荐给時任開封尹的何，何一開始時不信，要当面一试。郭京带了两名助手在金殿之上进行了试验，一个是被稱為「傅先生」的还俗前任和尚傅临政，另外一个是在開封街市卖药的道人刘无忌。試驗過程大致如下。
他們用白粉在金殿地砖上划了许多个大圈小圈，大圈外侧的左右边各画一道门，左门上写个“生”字，右门上写个“死”字。试验开始，郭京南面而坐，口中念念有词。郭京喝声“住”，刘道人从衣兜内取出一只猫，傅先生也从衣兜内取出一只鼠。郭京喝一声“生”，傅先生把鼠放在生门，刘道人把猫放进死门，猫鼠一齐进入大圈，彼此沿着小圈转来转去。有幾次，猫鼠擦身而过，鼠没有畏怯的样子，猫也像根本没有看见鼠一样。这样過了一段時間，郭京又喝一声：“死”，猫和鼠交换了进口的门。鼠一进死门就吓得伏在地上不敢动弹，猫跳过去就一爪搭住咬死。如此這般试验成功，在一旁观看的大臣、内侍们莫不称奇。
郭京自称精通佛道二教之法术，能施道门“六甲法”，用七千七百七十七人布阵，并会佛教“毘沙门天王法”，生擒金国二帥。宋廷深信不疑，授命郭京当官，賜予金帛數萬，让郭京自行募兵，然而不問其技藝能否，只看生辰八字是否符合六甲，所得皆為市井流民，不是战士，以10天内拼凑了人數。郭京自己談笑自如，号称擇日出兵300，可以一直将金兵打退到陰山乃止。兵部尚書孫傅、開封尹何這時尤其迷信郭京。有人对孫傅说：「自古未聞以此成功者。正或聽之，姑少付以兵，俟有尺寸功，乃稍進任。今委之太過，懼必為國家羞。」孫傅发怒说：「（郭）京殆為時而生，敵中瑣微，無不知者。幸君與傅言，若告它人，將坐沮師之罪。」何不断地要郭京出師，郭京延期再三，号称：「非至危急，吾師不出。」
靖康元年闰十一月丙辰日（1127年1月9日），大風雪，郭京要作法出攻金軍，并且讓何和孫傅下令不许其他开封军民观看，说凡夫俗子看了就不灵驗了。开封宣化門大开，郭京命令他的军隊出击，郭京自己和張叔夜則坐在城樓上。作“六甲”之法，树旗绘“天王像”，金兵分四翼，鼓噪而前，郭京的军隊敗走，不少墮死于護城河里，宋军慌忙地把城門关閉。郭京向张叔夜说：「須自下作法。」然后下城，带着残兵败将向南方逃走。
郭京溜走时，开封城内完全没有准备好守城。金兵遂登城，四边守城的宋兵皆披靡而潰。金兵攻入南薰諸門，統制姚友仲死于亂兵。四壁守禦使劉延慶奪門出奔，也為金兵追騎所殺。統制何應言、陳克禮、中書舍人高振力戰，與其家人皆被害。开封城遂破。宋钦宗慟哭道：「朕不用師道言，以至於此！」 
郭京从开封南逃后，还沿途继续声稱撒豆成兵，假幻惑眾。到了襄陽，还有千餘人跟着他，屯于洞山寺。郭京找了一个赵家宗室，想立他為帝，但是錢蓋、王襄及張思正制止了他。正好开封城破后有人逃來此处，详细描述了郭京欺骗的事情，張思正就关押了郭京，并且將其处死。